# روسكو هانسن
روسكو هانسن (بالإنجليزية: Roscoe Hansen)‏ هو لاعب كرة قدم أمريكية أمريكي، ولد في 24 سبتمبر 1929 في نيويورك في الولايات المتحدة.

## وصلات خارجية
- روسكو هانسن على موقع مرجع كرة القدم المحترفة.كوم (الإنجليزية)